# Четирима братя
„Четирима братя“ (на английски: Four Brothers) е американски екшън филм от 2005 г. на режисьора Джон Сингълтън и във филма участват Марк Уолбърг, Тайриз Гибсън, Андре Бенджамин и Гарет Хедлънд.